# 1866.
◄ | 18. stoljeće | 19. stoljeće | 20. stoljeće | ►
◄ | 1830-ih | 1840-ih | 1850-ih | 1860-ih | 1870-ih | 1880-ih | 1890-ih | ►
◄◄ | ◄ | 1863. | 1864. | 1865. | 1866. | 1867. | 1868. | 1869. | ► | ►►
Arhitektura • Astronomija • Biologija • Fotografija • Glazba • Kazalište • Kemija • Kiparstvo • Knjige • Književnost • Kršćanstvo • Meteorologija • Medicina • Planinarstvo • Politika • Pravo • Promet • Slikarstvo • Šport • Znanost • Željeznički promet

## Događaji
- 4. ožujka – car Franjo Josip I. potvrdio pravila Akademije u Zagrebu koja je predložio Hrvatski sabor: biskup Strossmayer je izabran za pokrovitelja, a dr Franjo Rački za predsjednika.
- 20. srpnja – zametnula se znamenita Viška bitka u blizini hrvatskog otoka Visa u kojoj je brojčano slabija mornarica Habsburške Monarhije (uključujući hrvatske pomorce) pobijedila flotu Kraljevine Italije
- 5. lipnja – Pluton dosegao afel.
- 5. rujna – Na otvorenju (blagoslovu) nove berlinske sinagoge sudjelovao je pruski premijer Otto von Bismarck. Građevina je podignuta prema uzoru na maursku arhitekturu i mogla je primiti 3000 vjernika, a predstavljala je izraz židovske samosvijesti u tzv. doba utemeljenja Njemačke.

## Rođenja
- 12. siječnja – Tošo Lesić, hrvatski glumac († 1949.)
- 29. siječnja – Romain Rolland, francuski književnik, Nobelova nagrada za književnost 1915. († 1944.)
- 25. veljače – Benedetto Croce, talijanski filozof, političar, povjesničar umjetnosti i literarni kritičar († 1952.)
- 14. ožujka – Aleksej Troicki, ruski šahovski teoretičar († 1942.)
- 12. svibnja – Sveti Leopold Mandić, hrvatski svetac († 1942.)
- 21. rujna – Charles Jules Henri Nicolle, francuski liječnik, nobelovac († 1936.)
- 7. studenog – Aron Nimcovič, latvijski šahist i teoretičar († 1935.)
- 29. studenog – Alojz Dravec, slovenski etnolog i pisac u Mađarskoj († 1915.)

## Smrti
- 23. veljače – Laurent-Pierre de Jussieu – francuski pisac, geolog i pedagog (* 1792.)
- 20. kolovoza – Marija De Mattias, svetica, osnivačica Klanjateljice Krvi Kristove (*1805.)

## Vanjske poveznice
|  | Zajednički poslužitelj ima još gradiva o temi 1866. |